# Férfi szinkron toronyugrás a 2020. évi nyári olimpiai játékokon
A 2020. évi nyári olimpiai játékokon a műugrás férfi szinkron 10 méteres toronyugrás versenyszámát július 26-án rendezték meg a Tokyo Aquatics Centreben.
A szinkrontoronyugrók versenyében a brit Tom Daley és Matty Lee lett az olimpiai bajnok, alig több mint egy ponttal megelőzve kínai riválisukat, a Cao Jüan (Cao Yuan), Csen Aj-szen (Chen Aisen) kettőst. A bronzérmet az oroszok párosa, Olekszandr Bondar és Viktor Minyibajev szerezte meg.

## Versenynaptár
Az időpont(ok) helyi idő szerint (UTC +09:00), zárójelben magyar idő szerint olvasható(ak).
| Dátum                   | Időpont       | Forduló |
| ----------------------- | ------------- | ------- |
| 2021. július 26., hétfő | 15:00 (07:00) | Döntő   |

## Eredmény
| #  | Nemzet                                       | Név                                              | Ugrások | Ugrások | Ugrások | Ugrások | Ugrások | Ugrások | Össz. pontszám |
| #  | Nemzet                                       | Név                                              | 1       | 2       | 3       | 4       | 5       | 6       | Össz. pontszám |
| -- | -------------------------------------------- | ------------------------------------------------ | ------- | ------- | ------- | ------- | ------- | ------- | -------------- |
|    | Nagy-Britannia (GBR)                         | Tom Daley Matty Lee                              | 52,80   | 54,60   | 79,68   | 93,96   | 89,76   | 101,01  | 471,81         |
|    | Kína (CHN)                                   | Cao Jüan (Cao Yuan) Csen Aj-szen (Chen Aisen)    | 54,00   | 57,60   | 90,78   | 73,44   | 93,24   | 101,52  | 470,58         |
|    | Az Orosz Olimpiai Bizottság versenyzői (ROC) | Olekszandr Bondar Viktor Minyibajev              | 52,80   | 51,60   | 78,54   | 89,64   | 77,70   | 89,64   | 439,92         |
| 4. | Mexikó (MEX)                                 | Diego Balleza Kevin Berlín                       | 50,40   | 50,40   | 76,80   | 75,48   | 72,15   | 82,08   | 407,31         |
| 5. | Kanada (CAN)                                 | Vincent Riendeau Nathan Zsombor-Murray           | 52,20   | 52,80   | 74,88   | 79,20   | 65,28   | 80,64   | 405,00         |
| 6. | Ukrajna (UKR)                                | Oleh Szerbin Olekszij Szereda                    | 47,40   | 49,20   | 80,64   | 79,20   | 72,00   | 72,00   | 400,44         |
| 7. | Dél-Korea (KOR)                              | Kim Jongnam (Kim Yeong-nam) U Haram (Woo Ha-ram) | 48,60   | 42,60   | 73,92   | 73,44   | 82,08   | 75,48   | 396,12         |
| 8. | Japán (JPN)                                  | Itó Hiroki Murakami Kazuki                       | 51,00   | 52,20   | 72,00   | 65,70   | 59,40   | 76,80   | 377,10         |